# Christian Kleiminger

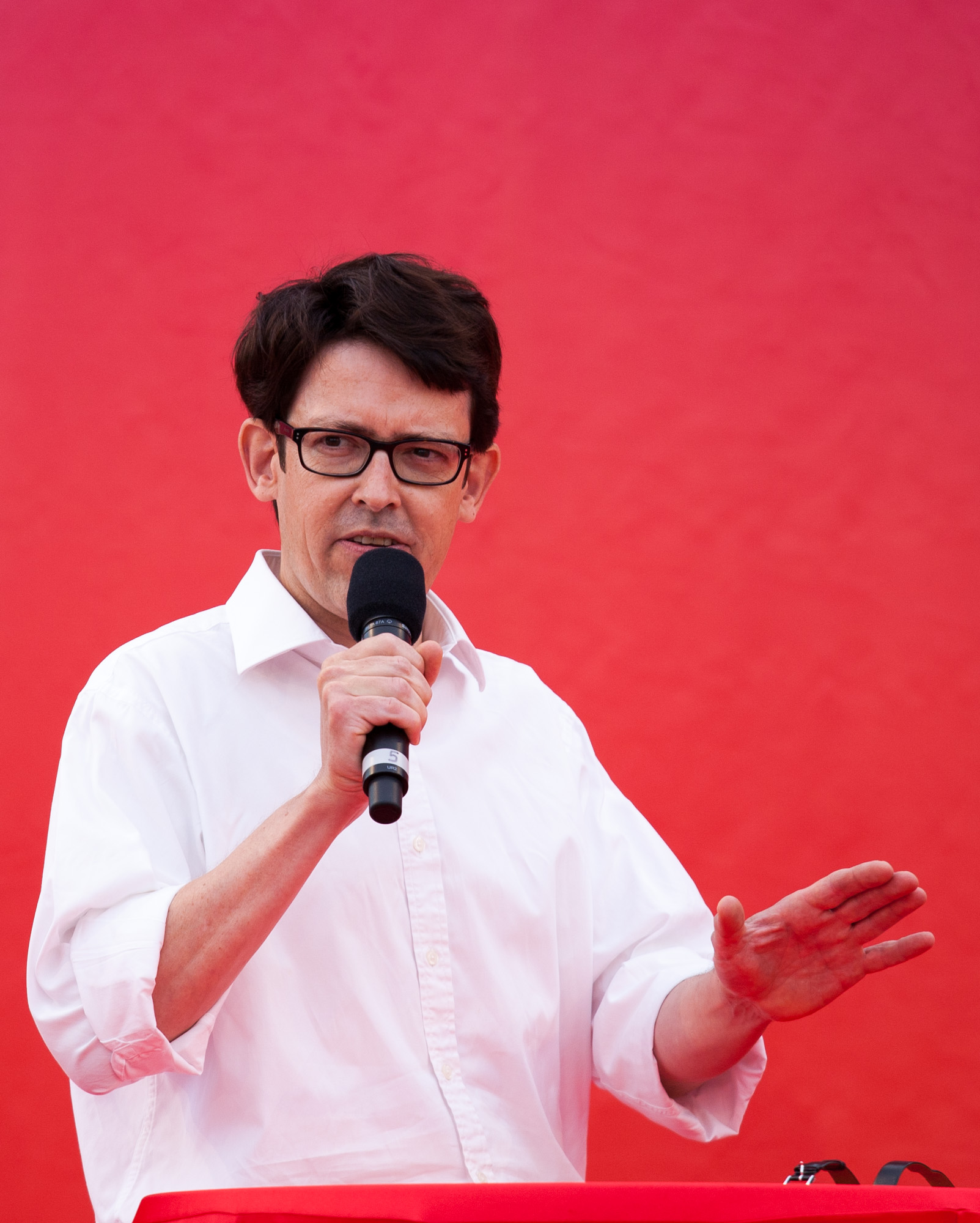
Christian Kleiminger auf einer SPD-Wahlkampfveranstaltung 2013 in Rostock

Christian Kleiminger (* 27. Dezember 1965 in Nahne) ist ein deutscher Politiker (SPD) und Rechtsanwalt.

## Leben und Beruf
Kleiminger besuchte in den Jahren 1972 bis 1976 die Franz-Hecker-Schule in Osnabrück-Nahne. Nach dem Abitur im Jahr 1985 am Graf-Stauffenberg-Gymnasium in Osnabrück absolvierte Kleiminger eine Ausbildung zum Bankkaufmann bei der damaligen Gewerkschaftsbank Bank für Gemeinwirtschaft (BfG). Anschließend begann er im Jahr 1987 ein Studium der Rechtswissenschaft, welches er 1994 mit dem ersten juristischen Staatsexamen beendete. Anschließend absolvierte Kleiminger das Rechtsreferendariat im Bezirk des Oberlandesgericht Rostock. Nachdem er im Jahr 1996 auch das zweite Staatsexamen bestanden hatte, ließ er sich in Rostock als selbständiger Rechtsanwalt nieder.
Christian Kleiminger ist ein Enkel des mecklenburgischen Pädagogen und Heimatforschers Rudolf Kleiminger, Großneffe des ehemaligen Rostocker Landessuperintendenten Matthias Kleiminger sowie des früheren DDR-Fußballnationalspielers Heino Kleiminger. Außerdem ist er mit dem international bedeutenden Physiker und NS-Gegner Gustav Mie („Mie-Streuung“) verwandt.

## Partei
Kleiminger wurde schon als Schüler im Jahr 1983 Mitglied der SPD. Ab Januar 2005 gehörte er dem Vorstand des SPD-Kreisverbandes Rostock an, seit dem 28. Februar 2009 als Kreisvorsitzender. Nach der Niederlage als Direktkandidat bei der Bundestagswahl 2009 trat er noch am Wahlabend von seinen Ämtern zurück. Am 15. Februar 2008 wurde Kleiminger in Berlin als Beisitzer in den Bundesvorstand des Forums Demokratische Linke 21 gewählt. Er ist Mitherausgeber der horizonte, Magazin für sozialdemokratische Politik in Mecklenburg-Vorpommern.

## Abgeordneter
Christian Kleiminger errang bei der Bundestagswahl 2005 mit 37,7 % der Erststimmen das Direktmandat im Bundestagswahlkreis Rostock und vertrat diesen somit in der Wahlperiode von 2005 bis 2009 im Bundestag. Er gehörte der Parlamentarischen Linken in der SPD-Bundestagsfraktion an. 
Kleiminger war Mitglied im Gesundheitsausschuss des Deutschen Bundestages sowie stellvertretendes Mitglied in Ausschüssen für Arbeit und Soziales sowie Verteidigung. Er war zudem Mitglied des so genannten Kurnaz-Untersuchungsausschusses (vgl. Deutscher Bundestag, Drucksache 16/10650, 16. Wahlperiode). Dieser war in der 16. Legislaturperiode eingesetzt worden, um den Misshandlungsvorwurf des ehemaligen Guantanamo-Häftlings Murat Kurnaz gegenüber Angehörigen des Kommandos Spezialkräfte ("KSK") im US-Gefangenenlager Kandahar, Afghanistan, zu untersuchen.        
Als Vertreter des Deutschen Bundestages ist Kleiminger am 15. November 2006 in Bonn zum Vorsitzenden des Stiftungsrates der Bundesstiftung „Humanitäre Hilfe für durch Blutprodukte HIV-infizierte Personen“ gewählt worden. Nach seinem Ausscheiden aus dem Deutschen Bundestag wurde der CDU-Politiker und spätere Bundesgesundheitsminister Jens Spahn zu seinem Nachfolger  gewählt. 
Er nahm als Mitglied der Delegation der Parlamentarischen Versammlung der Organisation für Sicherheit und Zusammenarbeit in Europa (OSZE-PV) als Beobachter an der Wahl zur russischen Staatsduma am 2. Dezember 2007 teil. Gegenüber Medien bezeichnete er die Parlamentswahlen anschließend unter Hinweis auf eine wirtschaftliche und personelle Übermacht der von Staatspräsident Wladimir Putin beeinflussten Partei „Einiges Russland“ als unfair, da die Opposition keine realen Chancen gehabt habe.
Bei der Bundestagswahl 2009 erreichte er als Direktkandidat im Wahlkreis Rostock 19,7 % der Erststimmen, landete damit auf dem dritten Platz hinter den Kandidaten von Linken und CDU und verfehlte somit den Wiedereinzug in den Bundestag. Dem vorausgegangen war ein Aufruf der früheren SPD-Bundestagsabgeordneten für Rostock, Christine Lucyga, ihren Nachfolger Kleiminger nicht zu wählen. Wenige Tage vor der Wahl versuchte Kleiminger mit Plakaten in ganz Rostock zu suggerieren, dass die Grünen sich für ihn als Direktkandidaten aussprachen und auch grüne Wähler Kleiminger die Erststimme geben sollten. Die Grünen wussten von dieser Kampagne im Vorfeld nichts und wiesen die Aussage der Plakate entschieden zurück.
Bei der Bundestagswahl 2013 trat er erneut als Direktkandidat im erweiterten Bundestagswahlkreis Rostock – Landkreis Rostock II an.

## Gesellschaftliches Engagement
Kleiminger war vom Jahr 2002 bis März 2023 Vorsitzender des Kreisverbandes Rostock der Arbeiterwohlfahrt (AWO). Er wurde auf der Kreiskonferenz vom 15. April 2023 zum Ehrenvorsitzenden der Rostocker Arbeiterwohlfahrt gewählt. Er erhielt einen Beratervertrag für seine Rechtsanwaltskanzlei, den er später wieder aufgab. Im Jahr 2019 wurden Vorwürfe wegen Begünstigung von Vorständen erhoben. Vom Jahr 2007 bis März 2009 gehörte er dem Vorstand des Rostocker Mietervereins im Deutschen Mieterbund an. Darüber hinaus war er von 2000 bis Ende September 2007 Vorsitzender des Beirates der Zoologischer Garten Rostock gGmbH. Er ist seit dem Jahr 2007 Schirmherr des Aktionsprogramms „Schule ohne Rassismus – Schule mit Courage“ an der „Integrierten Gesamtschule Friedensreich Hundertwasser“ in Rostock-Lichtenhagen. Am 31. Mai 2008 übernahm Kleiminger offiziell die Schirmherrschaft für das vom Deutschen Roten Kreuz getragene Mehrgenerationenhaus in Rostock-Toitenwinkel.
Nachdem Kleiminger bereits im Jahr 2007 in Rostock am Rande einer NPD-Demonstration von rechtsextremistischen Jugendlichen bedroht worden war, was zu einer kleinen Anfrage im Landtag Mecklenburg-Vorpommern geführt hatte, erfolgte in der Nacht des 24. Juni 2008 ein Anschlag auf sein Rostocker Wahlkreisbüro.